# Сефер йецира

Обложка «Сефер йецира» («Книги творения»)

«Се́фер йецира́» (ивр. ספר יצירה‎ — «Cвиток (книга) творения») — один из основополагающих текстов каббалы, авторство которого традиционно приписывают Аврааму, произведение, оказавшее особое влияние на становление ряда основополагающих каббалистических доктрин и еврейского мистицизма.

## Другие названия
- «Книга Авраама»[3]
- «Книга созидания»[3]
- «Книга творения»[4][5]
- «Правила сотворения» (хилхо́т йецира́)[4]

## Время создания
Согласно распространённой версии, тот ивритоязычный текст, который мы сегодня имеем, был написан около 300 года. Наиболее раннее свидетельство о существовании Сефер йецира в письменном виде относится к 120 году, предположительно оно было записано Рабби Акивой. Арье Каплан, написавший глубокий комментарий к Сефер йецира, утверждал, что первые комментарии на эту книгу были написаны в X веке, а сам текст скорее всего датируется VI веком. Перевод на латынь был сделан Гийомом Постелем в 1552 году и опубликован в Париже под названием «Abrahami Patriarchae Liber Iezirah, sive Formationis mundi».
Самое раннее упоминание «Сефер йецира» — в сочинении «Барайта ди-Шмуэль» (конец VIII века) и в стихах Елеазара га-Калира (около VI века). Учение о сфирот и система языка, являясь одними из центральных произведений еврейской эзотерической космогонической традиции, обнаруживают влияние неопифагореизма и стоицизма.

## Содержание
Трактат состоит из шести глав, дошёл до нас в четырёх основных версиях: «краткой», «пространной», «каббалистической» (ГРА-версия, изданная Виленским гаоном) и версии Саадии гаона; в наиболее пространной редакции его объём 2,5 тысячи слов. В этом кратком сочинении, представляющем собой комментарий к первой книге Бытия, содержится учение о сотворении мира, времени и души человека посредством 22-х букв еврейского алфавита и десяти скрытых «путей» (сверх-идей, божественных мыслей, неотъемлемых составляющих самой сути Бога) сфирот.
В первой главе рассказывается о сфирот, а в остальных пяти — о значении отдельных букв в процессе творения. Далее в тексте рассматриваются 22 буквы еврейского алфавита в их связи с творением. Комбинации «основных букв» содержат в себе корни всех вещей, а также противоположность между добром и злом (онег ве-нега). Буквы разделяются на три группы:
- три матери (2—3 главы — ש ; א ;מ — мем, алеф, шин) — ими были созданы воздух, вода и огонь в мире; три состояния в мире — жара, холод и успокоение, а также в душе мужчины и женщины — голова, живот, тело.
- семь двойных (4 глава — ב ,ג ,ד ,כ ,פ ,ר ,ת — тав, реш, пе, каф, далет, гимель , бет) — семь планет Солнечной системы, семь дней творения. Например, бет — Сатурн, гимель — Юпитер, далет — Марс, каф — Солнце, пе — Венера, реш — Меркурий, тав — Луна.
- 12 простых (5 глава — ה ,ו ,ז ,ח ,ט ,י ,ל ,נ ,ס ,ע ,צ ,ק, — куф, цади, эйн, самех, нун, ламед, йод, тет, хет, заин, вав, хе) — 12 созвездий зодиака, 12 месяцев. Например, хе — Овен, вав — Телец, заин — Близнецы, хет — Рак, тет — Лев, йод — Дева, ламед — Весы, нун — Скорпион, самех — Стрелец, айн — Козерог, цади — Водолей, куф — Рыбы.[источник не указан 2053 дня]

## Комментарии
Исследователями выделяется следующая классификация комментариев к Сефер Йецира:
- Философские комментарии
Авторами наиболее известных философских комментариев были Саадия Гаон (882—942), Дунаш ибн Тамим (X век), Шабтай Донноло (913—982), Йехуда ха-Леви интерпретирует Сефер йецира в одной из глав «Кузари»
- Каббалистические
Написаны в соответствии с учением о сфирот, появившемся в конце XII — начале XIII веков. Комментарий Исаака Слепого, рассматривающего сфирот как сущности, берущие своё начало в безднах Эйн соф и объясняющего всё многообразие мира на основе комбинаций букв еврейского алфавита, стал первым систематическим изложением нового учения
- Магические
Они связаны с созданием искусственного антропоида — голема. Одним из наиболее известных комментаторов был Элиезер бен Йехуда из Вормса
- Написанные христианскими каббалистами
Родоначальником христианской каббалы считается Пико делла Мирандола, изучавший каббалистические комментарии к Сефер йецира и использовавший их в своих «Каббалистических тезисах» и других сочинениях[7]

## Русские переводы
Краткая версия
- под редакцией Н. А. Перeферковича, 1910[8]
- И. Р. Тантлевского, 1996[9], переиздана в 2002[10] и 2005[11]
- М. С. Лайтман, 2001[12]
- Бурмистрова Е., Энделя М., 2002[13]
- Я. А. Ратушного, П. Шаповала, 2009[14]

Каббалистическая версия
- В. Н. Нечипуренко, 2007[15]
- без указания переводчика, 2014[16]
- перевод, 2019 (pdf)

### На иностранных языках
- Donnolo, «Hochmoni» (circa 954), introduction to and commentary of "«Sefer Yizirah», reprinted in «Sever Yizirah», ed. Solomon Luria, Warsaw, 1884, published by Yizchak Goldman
- Rav Saadia Gaon’s Commentary of Sefer Yizirah (circa 931). Arabic-Jewish text translated (1972) by Rav David Kapach. An update of Lambert’s French-Arabic edition of 1891
- Dunash Ben Tamin’s commentary of Sefer Yizirah (circa 955) in an anonymous late eleventh century translation from Arabic published by Menashe Grossberg, London, 1902
- Sharf, A., The Universe of Shabbetai Donnolo, NY., 1976
- Wolfson, E., «The theosophy of Shabbetai Donnolo, with special emphasis on the doctrine of Sefirot in his Sefer Hakhmoni», The Frank Talmage Memorial Volume, Jewish History, Vol.6. Now.1-2, 1992:281-316